# Verse
Verse /vɜːs/ (trong tiếng Anh) có nghĩa chính thức là một dòng thơ đơn lẻ có vận luật (metre) trong một bài thơ. Tuy nhiên, verse còn đại diện cho bất kì cách nào nhóm các dòng trong một bài thơ, trong đó việc nhóm lại theo truyền thống được biết đến với thuật ngữ khổ thơ (stanza).
Khi là danh từ không đếm được verse có nghĩa là "thơ", đối ngược với văn xuôi. Trong khi đơn vị của verse dựa trên vận luật hoặc vần (rhyme) thì đơn vị của văn xuôi chỉ thuần túy ngữ pháp, ví dụ như câu và đoạn văn.
Nghĩa thứ hai của verse có ý nghĩa tiêu cực chỉ sự tương phản với thơ, ám chỉ rằng một tác phẩm nào đó quá tẻ nhạt, hay không đủ hoàn thiện để được coi là thơ.

## Các thể loại verse

### Verse trống
Verse trống là thơ được viết bởi các dòng thơ bình thường, có vận luật, nhưng không có vần, gần như được tạo bởi các bộ năm âm iamb (iambic pentameter, một iamb gồm một âm tiết ngắn không nhấn và một âm tiết dài có dấu nhấn).
    Of Man's first disobedience, and the fruit

    Of that forbidden tree, whose mortal taste

    Brought death into the World, and all our woe,

    With loss of Eden, 'till one greater Man

....

                                              —John Milton

### Verse tự do
Verse tự do thường được định nghĩa là không có vận luật cố định và không có vần cuối. Mặc dù verse tự do có thể có vần cuối, nhưng thường thì không.
    Whirl up, sea—

    Whirl your pointed pines,

    Splash your great pines

    On our rocks,

    Hurl your green over us,

    Cover us with your pools of fir.

                                              —Hilda Doolittle